# فرودگاه بین‌المللی بندر قاسم
فرودگاه بین‌المللی بندر قاسم (به انگلیسی: Bender Qassim International Airport) یک فرودگاه با کد یاتا BSA است که یک باند فرود خاک دارد و طول باند آن ۱۱۱۷ متر است. این فرودگاه در شهر بوساسو کشور سومالی قرار دارد و در ارتفاع ۱ متری از سطح دریا واقع شده‌است.